# (4516) Пуговкин
(4516) Пуговкин (лат. Pugovkin) — типичный астероид главного пояса, открыт 28 сентября 1973 года советским астрономом Николаем Черных в Крымской астрофизической обсерватории и 20 июня 1997 года назван в честь советского и российского актёра Михаила Пуговкина.

## Обнаружение и именование
(4516) Пуговкин
Открыт 28 сентября 1973 года в Научном Н. С. Черных.
Назван в честь выдающегося и популярного киноактёра Михаила Ивановича Пуговкина (р. 1923), снявшегося почти в 200 фильмах с 1941 года. Он является почётным гражданином крымского города Ялта, а также имеет звание почётного артиста России.
Оригинальный текст (англ.)4516 Pugovkin
Discovered 1973-09-28 by Chernykh, N. S. at Nauchnyj.
Named in honor of Mikhail Ivanovich Pugovkin (b. 1923), outstanding and popular cinema actor who has appeared in almost 200 films since 1941. He is an honorary citizen of the Crimean city of Yalta and also has the title honorary artist of Russia.
Источники: DISCOVERY.DB; M.P.C. 30095.

## Орбита

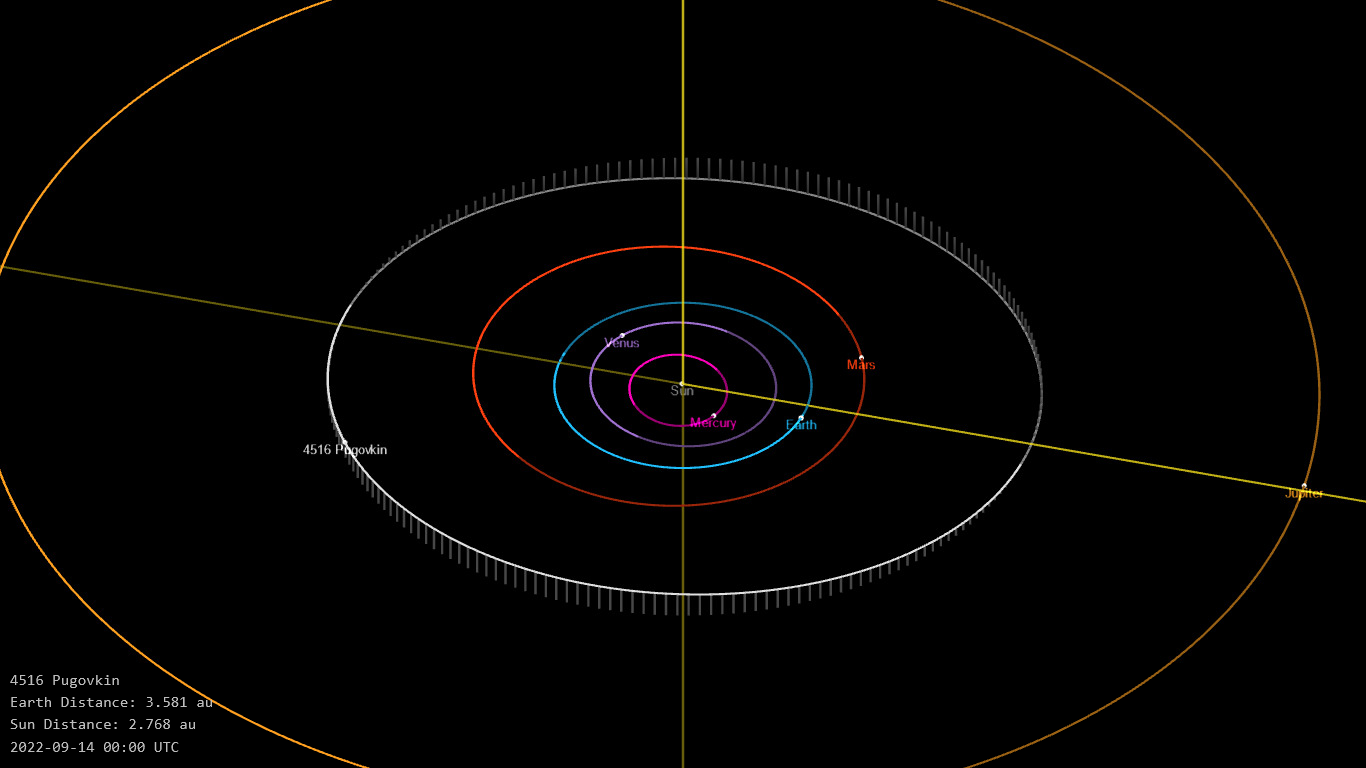
Орбита астероида Пуговкин и его положение в Солнечной системе

## Физические характеристики
Из результатов второго этапа спектроскопической съёмки малых астероидов главного пояса (Small Main-belt Asteroid Spectroscopic Survey, SMASSII) следует, что астероид относится к таксономическому классу Sa.
По результатам наблюдений в видимом и ближнем инфракрасном диапазоне космического телескопа NEOWISE диаметр астероида оценивался равным 7,784±0,244 км. Согласно тем же источникам альбедо оценивается как 0,3504±0,0231 и 0,350±0,023.